# Henrik Asheim
Henrik Asheim, född 21 augusti 1983 i Bærum, är en norsk politiker från Høyre och var minister för forskning och högre utbildning i regeringen Solberg från januari 2020 till oktober 2021. Asheim är ledamot av Stortinget från Akershus sedan 2013. Han var kunskapsminister från september 2017 till november 2017.